# Línia 1 (Rodalies València)
La línia 1 és una de les sis línies de rodalia al País Valencià.